# Flavio Cattaneo
Flavio Cattaneo (Rho, 27 giugno 1963) è un dirigente d'azienda e imprenditore italiano. Dal 2023 è amministratore delegato e direttore generale di Enel, vice presidente di Endesa e membro del consiglio di amministrazione di Assicurazioni Generali.

## Biografia

### Formazione ed esperienze in Rai e Terna
Si laurea in architettura al Politecnico di Milano e si specializza con un corso su finanza e direzione aziendale nel settore immobiliare presso la SDA Bocconi School of Management.
Diventa imprenditore nel 1989, costituendo un’impresa edile. Nel 1999 assume la carica di Commissario dell’Ente Fiera Milano, che trasforma in SpA, di cui è presidente e amministratore delegato fino al 2003, preparando la quotazione in Borsa e lanciando il collocamento dell'azienda nel 2002 presso il segmento Star di Borsa Italiana. Tra il 1998 e il 2001 ricopre la carica di vicepresidente di AEM (attuale A2A).
Nel 2003 viene nominato direttore generale della Rai dal governo Berlusconi, ne cura la fusione con la holding. L'anno successivo la società, sotto la sua guida, raggiunge il più alto utile netto della sua storia.

### Gli incarichi in Nuovo Trasporto Viaggiatori, Telecom Italia, Italo e Itabus
Dal 1º novembre 2005 al 27 maggio 2014 (per tre mandati consecutivi, il massimo consentito) è amministratore delegato di Terna, azienda proprietaria della rete di trasmissione elettrica italiana, dedicandosi a colmare il ritardo infrastrutturale della rete elettrica e a sviluppare la ricerca. Per tale ruolo, nel 2010 Cattaneo è designato miglior manager italiano e quinto in assoluto, nel campo dell'energia, tra oltre 40 top manager europei. Da aprile 2014 è consigliere indipendente di Telecom Italia.
Nel dicembre 2014 entra nel consiglio d'amministrazione di Nuovo Trasporto Viaggiatori, azienda privata di treni di alta velocità, come consigliere indipendente e nel febbraio 2015 ne viene eletto amministratore delegato. Sotto la sua guida la società raggiunge il primo bilancio a margine positivo. Rimane in carica fino al 12 aprile 2016, giorno in cui rimette le sue deleghe.

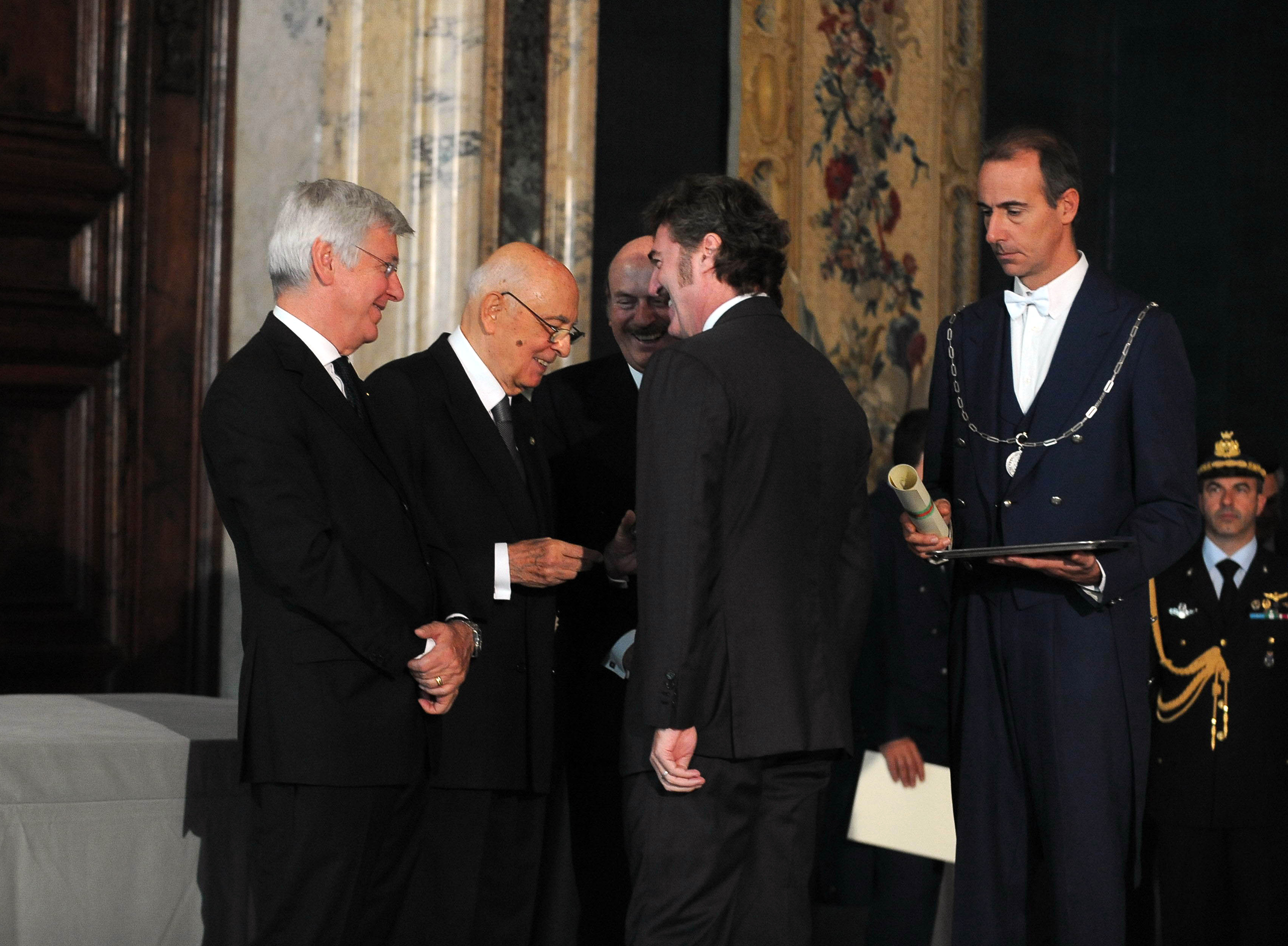
Flavio Cattaneo insignito dell’onorificenza di Cavaliere del Lavoro (2011)

Sempre a fine 2014 entra nel consiglio d'amministrazione di Generali, carica che assomma a quelle di consigliere di Cementir (fino ad aprile 2015) e presidente della Domus Italia (società immobiliare del gruppo di Francesco Gaetano Caltagirone).
Il 30 marzo 2016 viene nominato amministratore delegato di Telecom al posto di Marco Patuano. Il 21 luglio 2017 annuncia le dimissioni dopo aver completato una fase di ristrutturazione aziendale con un incremento di clienti e ricavi, ottenendo un compenso da 25 milioni di euro. Poco dopo torna ad essere amministratore delegato di Italo - Nuovo Trasporto Viaggiatori, di cui è anche azionista con una quota del 6% del capitale sociale. Durante il suo mandato, nell’aprile 2018, porta a termine la cessione di Italo a Global Infrastructure Partner (GIP) da parte di tutti i soci storici, per un controvalore di circa 2,4 miliardi di euro e in seguito reinveste nella società rimanendone quindi azionista.
Nel dicembre 2018 viene nominato vicepresidente esecutivo di Italo - Nuovo Trasporto Viaggiatori.
Il 27 aprile 2021 viene presentata Itabus, società privata di trasporto su gomma a lunga percorrenza, di cui Cattaneo è fondatore e azionista di controllo insieme a lui in questa nuova iniziativa industriale sono presenti Luca Cordero di Montezemolo, Giovanni e Lucio Punzo, Angelo Donati e Isabella Seragnoli. Cattaneo costituisce Itabus attraverso la Essecieffe Investment, da lui creata nel 2014 per dedicarsi all’attività imprenditoriale e già azionista di Italo.
Dal 29 aprile 2022 è nuovamente consigliere di Assicurazioni Generali, dopo esserlo stato già dal 2014 al 2016.

### Il ruolo in Enel e Endesa
Nell'aprile 2023 viene designato dal governo come amministratore delegato dell'Enel; il 12 maggio 2023 viene nominato amministratore delegato e direttore generale nel primo consiglio d'amministrazione. Il 20 giugno 2023 viene inoltre nominato vicepresidente di Endesa.
Nella primavera 2023, Italo acquisisce il 100% di Itabus, Cattaneo rimane azionista e Vice Presidente della società, rimettendo tutte le deleghe operative. A fine aprile 2024, a seguito del closing dell’operazione di acquisizione della quota di maggioranza di Italo da parte del gruppo MSC, Cattaneo cede le sue quote e lascia le cariche precedentemente ricoperte.
A maggio 2024, Cattaneo rinuncia volontariamente alla buonuscita al termine del rapporto con Enel, per una somma pari a circa 10 milioni, equivalenti a 24 mensilità. A novembre 2024 ha presentato il Piano Strategico 2025-2027 di Enel, che prevede investimenti per 43 miliardi di euro. Il 24 aprile 2025 viene confermato nuovamente nel cda di Generali.

### Controversie
All'atto della risoluzione consensuale del contratto tra Cattaneo e Telecom Italia, l'azienda approva, nonostante il voto contrario, anche se non vincolante, del Collegio sindacale «compensi dovuti al Dott. Cattaneo sulla base del suo contratto con la Società, considerati in particolare il cosiddetto Special Award e l’MBO, in relazione all’attività già resa come amministratore e al valore che risulta creato sulla base dei dati oggi disponibili» pari a 22,9 milioni di euro lordi. L’accordo, inoltre, prevede 2,1 milioni di euro «a titolo di corrispettivo di un patto di non concorrenza, di non sollecitazione e non storno della durata di un anno nei confronti dei principali concorrenti di Tim in Italia e in Brasile, soggetto a claw-back in caso di violazione di tali obblighi (nonché il trasferimento di alcuni strumenti aziendali)».

## Vita privata
Cattaneo ha avuto due figli dalla prima moglie Cristina Goi. Dal 29 gennaio 2011 è sposato con l'attrice Sabrina Ferilli..

## Riconoscimenti

### Riconoscimenti nazionali
- A dicembre 2011 viene nominato "uomo dell'anno" dalla Staffetta quotidiana[42].
- A dicembre 2016 viene nominato “manager dell’anno” in un sondaggio condotto da Milano-Finanza, in virtù dei significativi miglioramenti nel Gruppo Telecom Italia dal punto di vista industriale, con un incremento dei ricavi della telefonia mobile e fissa nei primi nove mesi dell'anno[43].

### Riconoscimenti internazionali
- Premio EEI International utility award[44], come miglior utility d'Europa per rendimento del titolo 2006-2009.
- Premio EEI International utility award[45] come miglior utility d'Europa per rendimento del titolo 2010-2012.
- Premio Lombard Elite[46] per aver migliorato la competitività del Paese.